# أندي نيلسون
أندي نيلسون (بالإنجليزية: Andy Nelson)‏ (5 يوليو 1935 في المملكة المتحدة - ) هو مدرب كرة قدم ولاعب كرة قدم بريطاني في مركز الدفاع. لعب مع إيبسويتش تاون ووست هام يونايتد ونادي ليتون أورينت ونادي بليموث أرجايل.

## وصلات خارجية
- أندي نيلسون على موقع قاعدة بيانات كرة القدم.إي يو (الإنجليزية)